# Mubi
Mubi – miasto w północno-wschodniej Nigerii, w stanie Adamawa, nad rzeką Yedseram, w pobliżu granicy z Kamerunem. Ponad 102 tys. mieszkańców.
W mieście ma swoją siedzibę założony w 2002 uniwersytet − Adamawa State University.
W mieście rozwinął się przemysł skórzany.